# Grote ivoorsnavelspecht
De grote ivoorsnavelspecht (Campephilus principalis) is een vogel uit de familie van de spechten (Picidae). De wetenschappelijke naam van de soort werd in 1758 als Picus principalis gepubliceerd door Carl Linnaeus in de tiende editie van Systema naturae. Het is de op één na grootste specht van Noord-Amerika (na de Keizerspecht). De soort is mogelijk uitgestorven.

## Kenmerken
De vogel meet 48 tot 53 cm in lengte en weegt 450 tot 570 g, te vergelijken met een zwarte kraai (zelfde lengte, 396 tot 602 g). Het verenkleed is zwart met een witte halsstreep, die doorloopt tot de witte vleugels. De gekuifde kop is aan de achterzijde felrood. De soort heeft een ivoorkleurige snavel. Hij is ook te herkennen aan het geluid van het dubbel tikken op een boom.

## Leefwijze
Het voedsel bestaat uit bessen en zeer veel insecten, zoals keverlarven, die onder de bast van de boom leven.

## Verspreiding en leefgebied
Er worden twee ondersoorten onderscheiden:
- C. p. principalis: de zuidoostelijke Verenigde Staten.
- C. p. bairdii: Cuba.

De soort leeft in de ongerept hoog opgaand, moeilijk toegankelijk bos, zoals bossen van de moerascipres (Taxodium distichum) of bossen met voornamelijk soorten den zoals de Cubaanse den  (Pinus cubensis). Belangrijk is ook het voorkomen van rechtopstaande dode, oude stammen die zijn overgebleven na (natuurlijke) bosbranden.
Oorspronkelijk leefde het dier in een groot deel van het zuiden van de VS. Voor het laatst was hij in de jaren 1950 gezien aan de golfkust in Louisiana. Er was ook een populatie op Cuba, maar daar is hij sinds 1987 niet meer gezien. De oorzaak is het verlies aan geschikte leefgebieden, zoals beboste moerassen met veel oud en vermolmd hout. 

## Uitgestorven of niet
De grote ivoorsnavelspecht gold lange tijd als uitgestorven. In 2004 werd de herontdekking gemeld in de bosgebieden (Big Woods) langs de benedenloop van de rivier de Arkansas in het oosten van de staat Arkansas. Onmiddellijk daarna werden deze waarneming en geclaimde vervolgwaarnemingen in wetenschappelijke tijdschriften in twijfel getrokken omdat volgens die schrijvers verwarring mogelijk was met de wat kleinere Noord-Amerikaanse helmspecht (Dryocopus pileatus) die vrij algemeen voorkomt. Er is daarom geen consensus over de status van deze specht.
De herontdekking zou zeer opmerkelijk zijn omdat men aannam dat verder in het binnenland, zoals in de staat Arkansas, de vogel al eerder uitgestorven was. Bovendien gaat het om een goed zichtbare, grote vogel (formaat van zwarte kraai) die een territorium van minstens 16 km² nodig heeft. Het is de tweede specht naar grootte ter wereld. De keizerspecht (C. imperialis), een verwante soort uit Mexico, is net iets groter en heeft een vergelijkbare status, maar is waarschijnlijk uitgestorven.

## Status
Rond 1920 was het al een zeldzame vogel. De laatste onbetwiste waarnemingen dateren uit de jaren 1940 en 1950. Aanvankelijk werd de jacht als belangrijkste oorzaak van uitsterven aangewezen. Inmiddels is duidelijk dat het vooral kwam door inkrimping van het leefgebied door de omzetting van bos in gronden in landbouwkundig gebruik. Hierdoor werden de laatste populaties extra gevoelig voor het effect van jacht.
Er zijn dus vrij sterke, maar betwistbare aanwijzingen dat de grote ivoorsnavelspecht niet is uitgestorven. Dit geldt zowel voor de Noord-Amerikaanse als de Cubaanse ondersoort  C. p. bairdii. Om deze redenen staat de grote ivoorsnavelspecht als ernstig bedreigd (kritiek) op de Rode Lijst van de IUCN.
Planten en dieren die op de rand van uitsterven staan, zijn een probleem voor natuurbeschermers. Uitsterven is vaak een gevolg van habitatverlies. Voor de bescherming is het noodzakelijk om dure projecten op te zetten van ecologische herstel van het leefgebied die meestal pas na vele jaren werkelijk effect hebben. Daarom pleitte Micheal Collins in 2017 voor minder strenge regels die bepalen of een organisme werkelijk nog voorkomt. In dat geval kan tijdig geïnvesteerd worden in maatregelen voor hun bescherming, met als casus de onzekerheid over de status van deze spechtensoort.